# Inu × Boku SS
Inu x Boku SS (Secret Service) (妖狐×僕SS Inu Boku Shīkuretto Sābisu) là bộ manga do tác giả Fujiwara Cocoa sáng tác và minh họa. Chuyển thể anime đã được David Production thực hiện và phát sóng tại Nhật Bản vào tháng 1/2012. Bộ anime được Sentai Filmworks cấp quyền và phát hành tại Bắc Mỹ.

## Giới thiệu sơ lược
Maison de Ayakashi (メゾン・ド・章樫 Mezon do Ayakashi), còn được biết đến với tên Ayakashikan ( 妖館 ) - một toà nhà có an ninh cực kỳ cao, nơi những con người có mang trong mình nửa dòng máu yêu quái tập trung cùng nhau sinh sống, mọi người đều được bảo vệ bởi 1 nhân viên Secret Service. Ririchiyo - một cô gái có "thói xấu" luôn khép kín mình với mọi người, chuyển đến tòa nhà sinh sống với hy vọng được sống một mình, yên tĩnh, hòa bình. Từ đó cô gặp được những người bạn tốt và tìm lại được chính mình.

## Nhân vật
Shirakiin Ririchiyo (白鬼院 凜々蝶)
Lồng tiếng bởi: Hidaka Rina
Ririchiyo sống tại phòng số 4 của Ayakashikan, là khách hàng của Sōshi Miketsukami. Cô không ngừng lo lắng về cách giao tiếp với người khác sao cho đúng và chuyển đến Ayakashikan để sống tự lập. Tại đây, cô gặp lại Sorinozuka - người bạn thời thơ ấu. Ngoài ra, cô kết bạn với Karuta và Banri, cả ba người học cùng trường và sống cùng nhau tại Ayakashikan. Ririchiyo có những đặc điểm của 1 tsundere nhưng về nhân cách là 1 tsuntsun.
Miketsukami Sōshi (御狐神 双熾)
Lồng tiếng bởi: Nakamura Yuichi
Là nhân viên Secret Service của Ririchiyo. Miketsukami luôn cư xử bình tĩnh, lịch sự, nhẹ nhàng đối với tất cả mọi người, đặc biệt là Ririchiyo. Anh tuân theo cô một cách mù quáng như một "con chó" và luôn cố gắng bảo vệ cô ấy, ngay cả khi tính mạng của mình có thể gặp nguy hiểm. Trong quá khứ, anh từng phục vụ Kagerou Shoukin.
Sorinozuka Renshō (反ノ塚 連勝)
Lồng tiếng bởi: Hosoya Yoshimasa
Đối tác của Yukinokoji Nobara. Anh rất tốt với Ririchiyo, luôn xem cô như người em gái, vì lẽ đó Soushi cũng trân trọng gọi Rensho là "anh trai".
Yukinokōji Nobara (雪小路 野ばら)
Lồng tiếng bởi: Hikasa Yōko
Là nhân viên Secret Service của Sorinozuka. Cô luôn tỏ ra thân thiện với mọi người và cô đặc biệt thích các bé gái.
Shōkiin Kagerō (青鬼院 蜻蛉)
Lồng tiếng bởi: Sugita Tomokazu
Là một người có tính cách kiêu ngạo nhưng anh vẫn rất tốt luôn thầm lặng quan tâm Ririchiyo. Anh là hôn thê của Ririchiyo do cuộc hôn ước được sắp đặt bởi cha mẹ. Trong quá khứ, anh ta từng là chủ nhân của Miketsukami và là bạn thời thơ ấu của Natsume và Banri.
Roromiya Karuta (髏々宮 カルタ)
Lồng tiếng bởi: Hanazawa Kana
Là nhân viên SS của Kagerou.
Watanuki Banri (渡狸 卍里)
Lồng tiếng bởi: Eguchi Takuya
Natsume Zange (夏目 残夏)
Lồng tiếng bởi: Miyano Mamoru